# شون روجرسون
شون روجرسون هو ممثل كندي، ولد في 30 سبتمبر 1977 في كندا.

## أعمال

### أفلام
- (2011) لقاءات القبور
- (2012) لقاءات القبور 2

## وصلات خارجية
- شون روجرسون على موقع IMDb (الإنجليزية)
- شون روجرسون على موقع قاعدة بيانات الفيلم (الإنجليزية)